# Don't Bring Me Down (Sia)
Don't Bring Me Down è un singolo della cantante australiana Sia, il primo estratto dal terzo album in studio Colour the Small One e pubblicato nel novembre 2003 in Australia e nel Regno Unito il 9 febbraio dell'anno seguente.